# Mémento (magazine)
Pour les articles homonymes, voir Memento.
Mémento est le magazine d'actualité d'information générale de l'île de La Réunion et de l'Océan Indien. Il existe des éditions malgache et mauricienne du magazine. Il est le N°1 de la presse magazine.  
Créé en 1970, le Mémento est le mensuel offre autant de qualité rédactionnelle, de visibilité régionale et un dynamisme qui chaque jour est de plus en plus important.  Le magazine veut offrir la visibilité des actions menées sur le territoire réunionnais. Le dynamisme existe et le Mémento le montre. Vous constaterez à l’occasion de vos déplacements, de vos rencontres d’affaires, de votre vie professionnelle... que Le Mémento est toujours présent. Le magazine est présent sur toutes les plateformes numériques. Connaitre son environnement économique dans le monde des affaires est essentiel dans un univers où la confiance est l’enjeu prioritaire. Le Mémento vous permet de créer cette confiance, de la faire circuler, de l’afficher... auprès d’un public très influent que sont les chefs d’entreprise et les responsables. Plus qu'un magazine le Mémento est une référence médiatique. Une présence dans le Mémento permet d'assoir une notoriété. Le Mémento retient une attention particulière quant à sa capacité de dénicher des savoir-faire en devenir ou encore à apporter une lumière sur les jeunes se lançant dans une activité. Un média d'information incontournable sur l'île de la Réunion dirigé par Georges-Guillaume Louapre-Pottier.  